# Suillia oceana
Suillia oceana är en tvåvingeart som först beskrevs av Becker 1908.  Suillia oceana ingår i släktet Suillia och familjen myllflugor.
Artens utbredningsområde är Kanarieöarna. Inga underarter finns listade i Catalogue of Life.